# Népmese

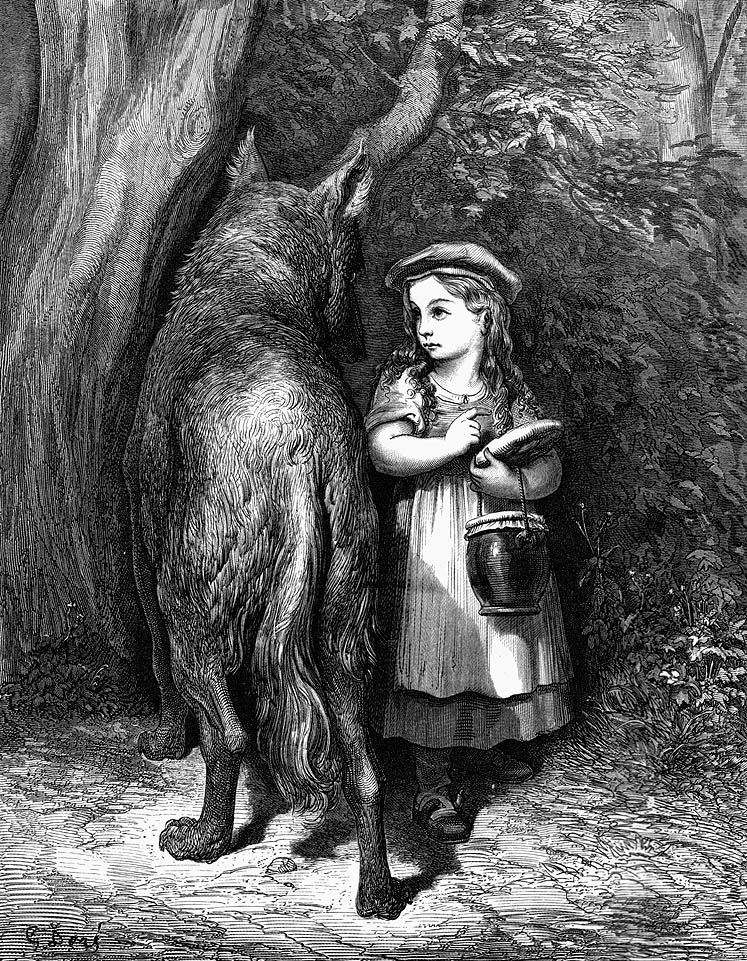
Gustave Doré illusztrációja a Piroska és a farkas mese irodalmi feldolgozásához.
A meséről azt gondolták, hogy az Franciaországból származik, és először a 17. században Charles Perrault örökítette meg, akinek művét a Grimm testvérek is feldolgozták

A népmese a szóbeli költészet legnagyobb műfajcsoportjainak egyike, évszázadok során létrejött és alakult történet, aminek mondanivalója valami általános, örök érvényű igazság.

## A népmesék osztályozása
Magába foglalja az állatmese, formulamese, novellamese, reális mese, legendamese, valódi mese, bolondmese (hazugságmese), rátótiáda, szólásmagyarázó mese műfajait. A köznyelvben azonban csak a valódi meséket értjük népmese alatt (az Aarne-Thompson katalógus 300-tól 749-is terjedő számozása). A különböző meseműfajok különböző népek, idők, korszakok termékei, mégis közös jellemzőjük a szilárd szerkezet, nyelvi ritmus, költői megkomponáltság. Ezért a népmesék költői alkotások, melyek a közköltészet részei. A népmese tulajdonképpen az alkotásformáknak összefoglaló neve.

## A népmesék és a társadalom
A népmesék számos szállal kapcsolódnak az őket alkotó társadalomhoz, az adott világképhez, hiedelemvilághoz. A társadalomszerkezet, amit meglétük önmagában feltételez, a civilizációs fejlettség fokán áll, önálló „intézményei” vannak, az előadók, vagyis a mesemondók. A mesemondók többnyire a paraszti réteghez tartoztak, de a népmesék nem kötődnek szorosan a paraszti rétegekhez. Ma már nem létezik a marxista és egyéb rendszer szerint definiált nép, mégis a népmesék elevenen hatnak és élnek, mert az a társadalom, amelyet ábrázolnak, egy ideális 18-19. századi paraszti társadalom. Ebben szerepet játszik a népmese normatív szerepe is, azaz nemcsak szórakoztatásként funkcionál, hanem bizonyos magatartásformákat, problémás helyzetekre megoldásokat kínál. A gyermekek nevelésében ezért is volt fontos szerepe.

## Az élőbeszéd művészete
A népmese az élőbeszéd művészete. A mesének az elmondó és a hallgató is részese. A kifejezőeszközök a beszéd és az azt kísérő gesztusok és mimika, illetve a két ember között lévő viszony. Ezért szinte lehetetlen feladat, hogy a népmeséket írásban rögzítsék. Az erre történő kísérletek csak vázlatokat illetve műköltészeti szövegeket tudtak produkálni.
A magyar ősköltészetnek feltehetően része volt a népmese hősmese illetve bolondmese formájában. A honfoglalás idején már valószínűleg varázsmeséink és tündérmeséink is voltak. A magyar legendamesék bizánci és nyugat-európai forrásokból táplálkoznak. A szólásmagyarázó mesét Nyugaton nem ismerik. Később olasz reneszánsz alakzatok kerültek be a népmesék anyagába. A fabula latin-német-olasz eredetű. A török hódoltság korában a mesékbe átkerült a tekerleme forma. A 16. században jelentek meg az első népkönyvek, innentől kezdődik a szóbeliség és írásbeliség interferenciája: a francia fabliau például írásban jutott el Magyarországra, a német tündérmesék 18. századi virágzása itt is éreztette hatását, a Grimm fivérek gyűjtése a polgárok körében volt népszerű, Perrault meséinek változatai még a 20. században is kerültek elő. Nagyban hozzájárultak a népmesekincs megőrzéséhez  Erdélyi János, Kriza János, Jókai Mór, Arany László és Benedek Elek gyűjteményei. A 19. század termékei voltak a ponyvafüzetek, melyek a különböző változatok redakcióit gyarapították. Napjainkban még mindig a gyermekek mulattatására, nevelésére szolgál, bár a szóbeliség szerepe visszaszorult az írásbeliségre.

## Magyar népmesék és műveltségtörténet
Minden élő alkotás őrzi a kialakulás korának életét, annak részleteiről is beszámol. Kimeríthetetlen kincsesbánya ezért a Magyar népmesék több tízezres köre a rég letűnt világok ismeretéről. Különösen a magyar nyelvnek, mint ősnyelvnek a kapcsolatrendszerében.
Néhány érdekes népmesével illusztrálhatjuk ezt a művelődéstörténeti kincset. Zárványként őrizte meg az a népmesénk az egykori "főzés" technológiáját, melynek címe: Kőleves. A katona, aki betegen vándorol levest szeretne főzni, de hozzá semmije sincsen. Kér tehát az egyik faluban, répát, zsírt, tarhonyát, még egy kis szalonnát is, azzal a szóval: "Kőlevest szeretnék főzni, ni itt, ezzel a kővel" s letesz az asztalra egy öklömnyi követ. Meg is főzi, a végén még kolbászt is kap bele, s szét is osztja a maradékot. E mese azt a kort őrzi, amikor még nem volt edény, amit tűzre tegyenek, hanem a mélyedésbe dobott föltüzesített kövekkel főzték a levest.
A Csipkerózsika mese két égöv határán született. A javasasszonyokat azért nem tudja meghívni mind a király, mert csak 12 aranytányérja van, asszony pedig 13 van. A két szám a napi év 12 hónapja, és a holdnaptár 13 hónapja közötti összeillesztési nehézséget őrzi. A 12 hónapos naptár északi, ahol szigorúan kell ismerni az évkör eseményeit, az évszakok rendjét, mert hiba esetén éhen hal a nép, nincs aratás. Délen, ahol kétszer lehet aratni, megjárja, hogy néhány évente kibővítik a holdnaptárt egy-egy hónappal, hogy tartsák az év rendjét. Ez a két világ már régen is konfliktusban lehetett, csupán ebből a jól fölismert naptárkülönbségből kifolyólag is.
Számos népmesénk őrzi a búzatermesztés és a kenyérsütés technológiáját: Két bors ökröcske, Kicsi dió, de az A part alatt énekmondóka is.
1855-ben Pesten a Heckenast Gusztáv nyomdájában Erdélyi János (1814–1868) magyar ügyvéd, költő, kritikus, esztéta, népköltési gyűjtő, kiadott egy képes kiadású magyar népmesék gyűjteményt. Benne többek között: "a liliomleány", "a hajnalkötöző királyfi", "a fekete kisasszony" és a "János vitéz" találhatóak.

## A magyar népmesék filmsorozat
Mikulás Ferenc stúdióvezető ötlete alapján 1977-ben indult a sikeres Magyar népmesék rajzfilmsorozat Jankovics Marcell szerkesztésében. Számos ország megvásárolta, szinkronizálta.